# Evoluzione del collegio cardinalizio durante il pontificato di Paolo VI
Di seguito è riportata l'evoluzione del collegio cardinalizio durante il pontificato di Paolo VI (21 giugno 1963-6 agosto 1978) e la successiva sede vacante (6 agosto 1978-26 agosto 1978).

## Evoluzione in sintesi
Dopo l'elezione del cardinale Giovanni Battista Montini, il collegio dei cardinali era costituito da 81 cardinali tutti elettori.

Paolo VI ha creato 143 cardinali tutti elettori (al momento della nomina) in 6 concistori.

Durante il suo pontificato 45 cardinali hanno superato l'80º anno di età perdendo quindi il diritto di voto in conclave e 94 sono deceduti (64 elettori).
| Data                                   | Avvenimento                                                 | Elettori | Non elettori | Totale |
| -------------------------------------- | ----------------------------------------------------------- | -------- | ------------ | ------ |
| 21 giugno 1963                         | Elezione del cardinale Giovanni Battista Montini (Paolo VI) | 81       |              | 81     |
| dal 22 luglio 1963 all'8 dicembre 1970 | Cardinali creati                                            | +87      |              | +87    |
| dal 22 luglio 1963 all'8 dicembre 1970 | Cardinali deceduti                                          | -42      |              | -42    |
| 1º gennaio 1971                        | Entrata in vigore dell'Ingravescentem Aetatem               | -25      | +25          | 0      |
| dal 20 gennaio 1971 al 18 marzo 1978   | Cardinali creati                                            | +56      | 0            | +56    |
| dal 20 gennaio 1971 al 18 marzo 1978   | Cardinali divenuti ottuagenari                              | -20      | +20          | 0      |
| dal 20 gennaio 1971 al 18 marzo 1978   | Cardinali deceduti                                          | -22      | -30          | -52    |
| 6 agosto 1978                          | Morte di papa Paolo VI                                      | 115      | 15           | 130    |
| 16 agosto 1978                         | Morte del cardinale Paul Yü Pin                             | 114      | 15           | 129    |
| 26 agosto 1978                         | Elezione del cardinale Albino Luciani (Giovanni Paolo I)    | 113      | 15           | 128    |

## Composizione per paese d'origine
| Paese            | 1963 | 1978     | 1978         | 1978   |
| ---------------- | ---- | -------- | ------------ | ------ |
|                  |      | Elettori | Non elettori | Totale |
| Algeria          |      | 2        |              | 2      |
| Alto Volta       |      | 1        |              | 1      |
| Benin            |      | 1        |              | 1      |
| Rep. Araba Unita |      | 1        |              | 1      |
| Kenya            |      | 1        |              | 1      |
| Madagascar       |      | 1        |              | 1      |
| Nigeria          |      | 1        |              | 1      |
| Senegal          |      | 1        |              | 1      |
| Sudafrica        |      | 1        |              | 1      |
| Tanzania         | 1    | 1        |              | 1      |
| Uganda           |      | 1        |              | 1      |
| Zaire            |      | 1        |              | 1      |
| Totale Africa    | 1    | 13       | 0            | 13     |
| Argentina        | 2    | 3        | 1            | 4      |
| Bolivia          |      | 1        |              | 1      |
| Brasile          | 3    | 6        | 1            | 7      |
| Canada           | 2    | 3        |              | 3      |
| Cile             | 1    | 1        |              | 1      |
| Colombia         | 1    | 1        |              | 1      |
| Ecuador          | 1    | 1        |              | 1      |
| Guatemala        |      | 1        |              | 1      |
| Messico          | 1    | 1        | 1            | 2      |
| Perù             | 1    | 1        |              | 1      |
| Porto Rico       |      | 1        |              | 1      |
| Rep. Dominicana  |      | 1        |              | 1      |
| Stati Uniti      | 5    | 9        | 3            | 12     |
| Uruguay          | 1    |          | 1            | 1      |
| Venezuela        | 1    | 1        |              | 1      |
| Totale America   | 19   | 31       | 7            | 38     |
| RSS Armena       | 1    |          |              |        |
| Cina             | 1    |          |              |        |
| Corea del Sud    |      | 1        |              | 1      |
| Filippine        | 1    | 2        |              | 2      |
| Giappone         | 1    |          |              |        |
| India            | 1    | 3        |              | 3      |
| Indonesia        |      | 1        |              | 1      |
| Iraq             | 1    | 0        |              |        |
| Pakistan         |      | 1        |              | 1      |
| Sri Lanka        |      | 1        |              | 1      |
| Totale Asia      | 6    | 9        | 0            | 9      |
| Austria          | 1    | 2        |              | 2      |
| Belgio           | 1    | 2        |              | 2      |
| Cecoslovacchia   |      | 1        |              | 1      |
| Francia          | 7    | 7        |              | 7      |
| Germania Ovest   | 3    | 5        | 1            | 6      |
| Irlanda          | 1    |          |              |        |
| Italia           | 29   | 26       | 6            | 32     |
| Jugoslavia       |      | 1        |              | 1      |
| Paesi Bassi      | 1    | 2        |              | 2      |
| Polonia          | 1    | 3        |              | 3      |
| Portogallo       | 2    | 1        |              | 1      |
| Regno Unito      | 1    | 2        |              | 2      |
| Spagna           | 6    | 4        |              | 4      |
| Ungheria         | 1    | 1        |              | 1      |
| Unione Sovietica | 1    |          | 1            | 1      |
| Totale Europa    | 55   | 57       | 8            | 65     |
| Australia        | 1    | 2        |              | 2      |
| Nuova Zelanda    |      | 1        |              | 1      |
| Samoa Occ.       |      | 1        |              | 1      |
| Totale Oceania   | 1    | 4        | 0            | 4      |
| Totale           | 82   | 114      | 15           | 129    |

## Composizione per concistoro
| Concistoro               | 1963 | 1978     | 1978         | 1978   |
| ------------------------ | ---- | -------- | ------------ | ------ |
|                          |      | Elettori | Non elettori | Totale |
| Dicembre 1929            | 1    |          |              |        |
| Giugno 1930              | 1    |          |              |        |
| Marzo 1933               | 1    |          |              |        |
| Dicembre 1935            | 2    |          |              |        |
| Giugno 1936              | 1    |          |              |        |
| Dicembre 1937            | 2    |          |              |        |
| Creati da Pio XI         | 8    | 0        | 0            | 0      |
| Febbraio 1946            | 15   |          | 3            | 3      |
| Gennaio 1953             | 14   | 4        | 2            | 6      |
| Creati da Pio XII        | 29   | 4        | 5            | 9      |
| Dicembre 1958            | 19   | 2        | 3            | 5      |
| Dicembre 1959            | 7    |          | 1            | 1      |
| Marzo 1960               | 6    | 2        |              | 2      |
| Gennaio 1961             | 4    | 1        |              | 1      |
| Marzo 1962               | 9    | 3        |              | 3      |
| Creati da Giovanni XXIII | 45   | 8        | 4            | 12     |
| Febbraio 1965            |      | 11       | 2            | 13     |
| Giugno 1967              |      | 15       | 2            | 17     |
| Aprile 1969              |      | 26       | 1            | 27     |
| Marzo 1973               |      | 25       | 1            | 26     |
| Maggio 1976              |      | 21       |              | 21     |
| Giugno 1977              |      | 4        |              | 4      |
| Creati da Paolo VI       |      | 102      | 6            | 108    |
| Totale                   | 82   | 114      | 15           | 129    |

## Elenco degli avvenimenti
| Data              | Avvenimento                                                                                       | Paese              | Elettori | Non elettori | Totale |
| ----------------- | ------------------------------------------------------------------------------------------------- | ------------------ | -------- | ------------ | ------ |
| 21 giugno 1963    | Elezione papale del cardinale Giovanni Battista Montini con il nome di Paolo VI                   | Città del Vaticano | 81       |              | 81     |
| 22 luglio 1963    | Morte del cardinale Valerio Valeri                                                                | Italia             | 80       |              | 80     |
| 11 gennaio 1964   | Morte del cardinale André-Damien-Ferdinand Jullien                                                | Francia            | 79       |              | 79     |
| 21 gennaio 1964   | Morte del cardinale Carlo Chiarlo                                                                 | Italia             | 78       |              | 78     |
| 4 settembre 1964  | Morte del cardinale Clément-Emile Roques                                                          | Francia            | 77       |              | 77     |
| 17 gennaio 1965   | Morte del cardinale Pierre-Marie Gerlier                                                          | Francia            | 76       |              | 76     |
| 22 febbraio 1965  | Concistoro per la creazione di 27 cardinali:                                                      | Città del Vaticano | 103      |              | 103    |
| 22 febbraio 1965  | Maximos IV Saigh                                                                                  | Siria              | 103      |              | 103    |
| 22 febbraio 1965  | Paul Pierre Méouchi                                                                               | Libano             | 103      |              | 103    |
| 22 febbraio 1965  | Stephanos I Sidarouss                                                                             | Egitto             | 103      |              | 103    |
| 22 febbraio 1965  | Josyp Slipyj                                                                                      | Unione Sovietica   | 103      |              | 103    |
| 22 febbraio 1965  | Lorenz Jäger                                                                                      | Germania Ovest     | 103      |              | 103    |
| 22 febbraio 1965  | Thomas Benjamin Cooray                                                                            | Ceylon             | 103      |              | 103    |
| 22 febbraio 1965  | Josef Beran                                                                                       | Cecoslovacchia     | 103      |              | 103    |
| 22 febbraio 1965  | Maurice Roy                                                                                       | Canada             | 103      |              | 103    |
| 22 febbraio 1965  | Joseph-Marie-Eugène Martin                                                                        | Francia            | 103      |              | 103    |
| 22 febbraio 1965  | Owen McCann                                                                                       | Sudafrica          | 103      |              | 103    |
| 22 febbraio 1965  | Léon-Etienne Duval                                                                                | Algeria            | 103      |              | 103    |
| 22 febbraio 1965  | Ermenegildo Florit                                                                                | Italia             | 103      |              | 103    |
| 22 febbraio 1965  | Franjo Šeper                                                                                      | Jugoslavia         | 103      |              | 103    |
| 22 febbraio 1965  | John Carmel Heenan                                                                                | Regno Unito        | 103      |              | 103    |
| 22 febbraio 1965  | Jean-Marie Villot                                                                                 | Francia            | 103      |              | 103    |
| 22 febbraio 1965  | Paul Zoungrana                                                                                    | Alto Volta         | 103      |              | 103    |
| 22 febbraio 1965  | Lawrence Joseph Shehan                                                                            | Stati Uniti        | 103      |              | 103    |
| 22 febbraio 1965  | Enrico Dante                                                                                      | Italia             | 103      |              | 103    |
| 22 febbraio 1965  | Cesare Zerba                                                                                      | Italia             | 103      |              | 103    |
| 22 febbraio 1965  | Agnelo Rossi                                                                                      | Brasile            | 103      |              | 103    |
| 22 febbraio 1965  | Giovanni Colombo                                                                                  | Italia             | 103      |              | 103    |
| 22 febbraio 1965  | William John Conway                                                                               | Irlanda            | 103      |              | 103    |
| 22 febbraio 1965  | Ángel Herrera Oria                                                                                | Spagna             | 103      |              | 103    |
| 22 febbraio 1965  | Federico Callori di Vignale                                                                       | Italia             | 103      |              | 103    |
| 22 febbraio 1965  | Joseph-Léon Cardijn                                                                               | Belgio             | 103      |              | 103    |
| 22 febbraio 1965  | Charles Journet                                                                                   | Svizzera           | 103      |              | 103    |
| 22 febbraio 1965  | Giulio Bevilacqua                                                                                 | Italia             | 103      |              | 103    |
| 11 marzo 1965     | Morte del cardinale Clemente Micara                                                               | Italia             | 102      |              | 102    |
| 30 marzo 1965     | Morte del cardinale Maurilio Fossati                                                              | Italia             | 101      |              | 101    |
| 9 aprile 1965     | Morte del cardinale Albert Gregory Meyer                                                          | Stati Uniti        | 100      |              | 100    |
| 8 maggio 1965     | Morte del cardinale Giulio Bevilacqua                                                             | Italia             | 99       |              | 99     |
| 3 marzo 1966      | Morte del cardinale Alfonso Castaldo                                                              | Italia             | 98       |              | 98     |
| 19 luglio 1966    | Morte del cardinale Joaquín Anselmo María Albareda y Ramoneda                                     | Spagna             | 97       |              | 97     |
| 30 dicembre 1966  | Morte del cardinale Pietro Ciriaci                                                                | Italia             | 96       |              | 96     |
| 9 febbraio 1967   | Morte del cardinale Santiago Luis Copello                                                         | Argentina          | 95       |              | 95     |
| 24 marzo 1967     | Morte del cardinale Francesco Bracci                                                              | Italia             | 94       |              | 94     |
| 24 aprile 1967    | Morte del cardinale Enrico Dante                                                                  | Italia             | 93       |              | 93     |
| 10 giugno 1967    | Morte del cardinale Joseph Elmer Ritter                                                           | Stati Uniti        | 92       |              | 92     |
| 11 giugno 1967    | Morte del cardinale Ernesto Ruffini                                                               | Italia             | 91       |              | 91     |
| 26 giugno 1967    | Concistoro per la creazione di 27 cardinali:                                                      | Città del Vaticano | 118      |              | 118    |
| 26 giugno 1967    | Nicolás Fasolino                                                                                  | Argentina          | 118      |              | 118    |
| 26 giugno 1967    | Antonio Riberi                                                                                    | Italia             | 118      |              | 118    |
| 26 giugno 1967    | Giuseppe Beltrami                                                                                 | Italia             | 118      |              | 118    |
| 26 giugno 1967    | Alfredo Pacini                                                                                    | Italia             | 118      |              | 118    |
| 26 giugno 1967    | Gabriel-Marie Garrone                                                                             | Francia            | 118      |              | 118    |
| 26 giugno 1967    | Patrick Aloysius O'Boyle                                                                          | Stati Uniti        | 118      |              | 118    |
| 26 giugno 1967    | Egidio Vagnozzi                                                                                   | Italia             | 118      |              | 118    |
| 26 giugno 1967    | Maximilien de Fürstenberg                                                                         | Belgio             | 118      |              | 118    |
| 26 giugno 1967    | Antonio Samorè                                                                                    | Italia             | 118      |              | 118    |
| 26 giugno 1967    | Francesco Carpino                                                                                 | Italia             | 118      |              | 118    |
| 26 giugno 1967    | José Clemente Maurer                                                                              | Germania Ovest     | 118      |              | 118    |
| 26 giugno 1967    | Pietro Parente                                                                                    | Italia             | 118      |              | 118    |
| 26 giugno 1967    | Carlo Grano                                                                                       | Italia             | 118      |              | 118    |
| 26 giugno 1967    | Angelo Dell'Acqua                                                                                 | Italia             | 118      |              | 118    |
| 26 giugno 1967    | Dino Staffa                                                                                       | Italia             | 118      |              | 118    |
| 26 giugno 1967    | Pericle Felici                                                                                    | Italia             | 118      |              | 118    |
| 26 giugno 1967    | John Joseph Krol                                                                                  | Stati Uniti        | 118      |              | 118    |
| 26 giugno 1967    | Pierre Marie Joseph Veuillot                                                                      | Francia            | 118      |              | 118    |
| 26 giugno 1967    | John Patrick Cody                                                                                 | Stati Uniti        | 118      |              | 118    |
| 26 giugno 1967    | Corrado Ursi                                                                                      | Italia             | 118      |              | 118    |
| 26 giugno 1967    | Alfred Bengsch                                                                                    | Germania Ovest     | 118      |              | 118    |
| 26 giugno 1967    | Justinus Darmojuwono                                                                              | Indonesia          | 118      |              | 118    |
| 26 giugno 1967    | Karol Wojtyła (futuro papa Giovanni Paolo II)                                                     | Polonia            | 118      |              | 118    |
| 26 giugno 1967    | Michele Pellegrino                                                                                | Italia             | 118      |              | 118    |
| 26 giugno 1967    | Alexandre-Charles-Albert-Joseph Renard                                                            | Francia            | 118      |              | 118    |
| 26 giugno 1967    | Francis John Brennan                                                                              | Stati Uniti        | 118      |              | 118    |
| 26 giugno 1967    | Benno Walter Gut                                                                                  | Svizzera           | 118      |              | 118    |
| 24 luglio 1967    | Morte del cardinale Thomas Tien Ken-sin                                                           | Cina               | 117      |              | 117    |
| 25 luglio 1967    | Morte del cardinale Joseph-Léon Cardijn                                                           | Belgio             | 116      |              | 116    |
| 5 novembre 1967   | Morte del cardinale Maximos IV Saigh                                                              | Siria              | 115      |              | 115    |
| 2 dicembre 1967   | Morte del cardinale Francis Spellman                                                              | Stati Uniti        | 114      |              | 114    |
| 16 dicembre 1967  | Morte del cardinale Antonio Riberi                                                                | Italia             | 113      |              | 113    |
| 23 dicembre 1967  | Morte del cardinale Alfredo Pacini                                                                | Italia             | 112      |              | 112    |
| 29 gennaio 1968   | Morte del cardinale Ignace Gabriel I Tappouni                                                     | Libano             | 111      |              | 111    |
| 5 febbraio 1968   | Morte del cardinale Paul-Marie-André Richaud                                                      | Francia            | 110      |              | 110    |
| 14 febbraio 1968  | Morte del cardinale Pierre Veuillot                                                               | Francia            | 109      |              | 109    |
| 2 luglio 1968     | Morte del cardinale Francis John Brennan                                                          | Stati Uniti        | 108      |              | 108    |
| 5 luglio 1968     | Morte del cardinale Enrique Pla y Deniel                                                          | Spagna             | 107      |              | 107    |
| 12 luglio 1968    | Morte del cardinale Francesco Morano                                                              | Italia             | 106      |              | 106    |
| 28 luglio 1968    | Morte del cardinale Ángel Herrera Oria                                                            | Spagna             | 105      |              | 105    |
| 31 luglio 1968    | Morte del cardinale Carlos María Javier de la Torre                                               | Ecuador            | 104      |              | 104    |
| 14 agosto 1968    | Morte del cardinale Augusto Álvaro da Silva                                                       | Brasile            | 103      |              | 103    |
| 16 novembre 1968  | Morte del cardinale Augustin Bea                                                                  | Germania Ovest     | 102      |              | 102    |
| 28 febbraio 1969  | Morte del cardinale Gustavo Testa                                                                 | Italia             | 101      |              | 101    |
| 28 aprile 1969    | Concistoro per la creazione di 33 cardinali e di 1 cardinale “in pectore”:                        | Città del Vaticano | 134      |              | 134    |
| 28 aprile 1969    | Paul Yü Pin                                                                                       | Cina               | 134      |              | 134    |
| 28 aprile 1969    | Alfredo Vicente Scherer                                                                           | Brasile            | 134      |              | 134    |
| 28 aprile 1969    | Julio Rosales y Ras                                                                               | Filippine          | 134      |              | 134    |
| 28 aprile 1969    | Gordon Joseph Gray                                                                                | Regno Unito        | 134      |              | 134    |
| 28 aprile 1969    | Peter Thomas McKeefry                                                                             | Nuova Zelanda      | 134      |              | 134    |
| 28 aprile 1969    | Miguel Darío Miranda y Gómez                                                                      | Messico            | 134      |              | 134    |
| 28 aprile 1969    | Joseph Parecattil                                                                                 | India              | 134      |              | 134    |
| 28 aprile 1969    | John Francis Dearden                                                                              | Stati Uniti        | 134      |              | 134    |
| 28 aprile 1969    | François Marty                                                                                    | Francia            | 134      |              | 134    |
| 28 aprile 1969    | Jérôme Louis Rakotomalala                                                                         | Madagascar         | 134      |              | 134    |
| 28 aprile 1969    | George Bernard Flahiff                                                                            | Canada             | 134      |              | 134    |
| 28 aprile 1969    | Paul Joseph Marie Gouyon                                                                          | Francia            | 134      |              | 134    |
| 28 aprile 1969    | Mario Casariego y Acevedo                                                                         | Guatemala          | 134      |              | 134    |
| 28 aprile 1969    | Vicente Enrique y Tarancón                                                                        | Spagna             | 134      |              | 134    |
| 28 aprile 1969    | Joseph-Albert Malula                                                                              | Zaire              | 134      |              | 134    |
| 28 aprile 1969    | Pablo Muñoz Vega                                                                                  | Ecuador            | 134      |              | 134    |
| 28 aprile 1969    | Antonio Poma                                                                                      | Italia             | 134      |              | 134    |
| 28 aprile 1969    | John Joseph Carberry                                                                              | Stati Uniti        | 134      |              | 134    |
| 28 aprile 1969    | Terence James Cooke                                                                               | Stati Uniti        | 134      |              | 134    |
| 28 aprile 1969    | Stephen Kim Sou-hwan                                                                              | Corea del Sud      | 134      |              | 134    |
| 28 aprile 1969    | Arturo Tabera Araoz                                                                               | Spagna             | 134      |              | 134    |
| 28 aprile 1969    | Eugênio de Araújo Sales                                                                           | Brasile            | 134      |              | 134    |
| 28 aprile 1969    | Joseph Höffner                                                                                    | Germania Ovest     | 134      |              | 134    |
| 28 aprile 1969    | John Joseph Wright                                                                                | Stati Uniti        | 134      |              | 134    |
| 28 aprile 1969    | Paolo Bertoli                                                                                     | Italia             | 134      |              | 134    |
| 28 aprile 1969    | Sebastiano Baggio                                                                                 | Italia             | 134      |              | 134    |
| 28 aprile 1969    | Silvio Oddi                                                                                       | Italia             | 134      |              | 134    |
| 28 aprile 1969    | Giuseppe Paupini                                                                                  | Italia             | 134      |              | 134    |
| 28 aprile 1969    | Giacomo Violardo                                                                                  | Italia             | 134      |              | 134    |
| 28 aprile 1969    | Johannes Willebrands                                                                              | Paesi Bassi        | 134      |              | 134    |
| 28 aprile 1969    | Mario Nasalli Rocca di Corneliano                                                                 | Italia             | 134      |              | 134    |
| 28 aprile 1969    | Sergio Guerri                                                                                     | Italia             | 134      |              | 134    |
| 28 aprile 1969    | Jean Daniélou                                                                                     | Francia            | 134      |              | 134    |
| 17 maggio 1969    | Morte del cardinale Josef Beran                                                                   | Cecoslovacchia     | 133      |              | 133    |
| 13 agosto 1969    | Morte del cardinale Nicolás Fasolino                                                              | Argentina          | 132      |              | 132    |
| 17 settembre 1969 | Morte del cardinale Giovanni Urbani                                                               | Italia             | 131      |              | 131    |
| 21 febbraio 1970  | Morte del cardinale Peter Tatsuo Doi                                                              | Giappone           | 130      |              | 130    |
| 1º agosto 1970    | Morte del cardinale Giuseppe Pizzardo                                                             | Italia             | 129      |              | 129    |
| 30 settembre 1970 | Morte del cardinale Benedetto Aloisi Masella                                                      | Italia             | 128      |              | 128    |
| 2 novembre 1970   | Morte del cardinale Richard James Cushing                                                         | Stati Uniti        | 127      |              | 127    |
| 8 dicembre 1970   | Morte del cardinale Benno Walter Gut                                                              | Svizzera           | 126      |              | 126    |
| 1º gennaio 1971   | Entrata in vigore del motu proprio Ingravescentem Aetatem                                         | Città del Vaticano | 101      | 25           | 126    |
| 1º gennaio 1971   | Paolo Giobbe                                                                                      | Italia             | 101      | 25           | 126    |
| 1º gennaio 1971   | José da Costa Nunes                                                                               | Portogallo         | 101      | 25           | 126    |
| 1º gennaio 1971   | Maurice Feltin                                                                                    | Francia            | 101      | 25           | 126    |
| 1º gennaio 1971   | Fernando Cento                                                                                    | Italia             | 101      | 25           | 126    |
| 1º gennaio 1971   | Amleto Giovanni Cicognani                                                                         | Italia             | 101      | 25           | 126    |
| 1º gennaio 1971   | Achille Liénart                                                                                   | Francia            | 101      | 25           | 126    |
| 1º gennaio 1971   | William Theodore Heard                                                                            | Regno Unito        | 101      | 25           | 126    |
| 1º gennaio 1971   | Eugène Tisserant                                                                                  | Francia            | 101      | 25           | 126    |
| 1º gennaio 1971   | Alberto di Jorio                                                                                  | Italia             | 101      | 25           | 126    |
| 1º gennaio 1971   | Antonio Bacci                                                                                     | Italia             | 101      | 25           | 126    |
| 1º gennaio 1971   | Benjamín de Arriba y Castro                                                                       | Spagna             | 101      | 25           | 126    |
| 1º gennaio 1971   | James Francis Louis McIntyre                                                                      | Stati Uniti        | 101      | 25           | 126    |
| 1º gennaio 1971   | Joseph Frings                                                                                     | Germania Ovest     | 101      | 25           | 126    |
| 1º gennaio 1971   | Michael Browne                                                                                    | Irlanda            | 101      | 25           | 126    |
| 1º gennaio 1971   | Carlo Grano                                                                                       | Italia             | 101      | 25           | 126    |
| 1º gennaio 1971   | Arcadio María Larraona Saralegui                                                                  | Spagna             | 101      | 25           | 126    |
| 1º gennaio 1971   | Manuel Gonçalves Cerejeira                                                                        | Portogallo         | 101      | 25           | 126    |
| 1º gennaio 1971   | Efrem Forni                                                                                       | Italia             | 101      | 25           | 126    |
| 1º gennaio 1971   | Giuseppe Beltrami                                                                                 | Italia             | 101      | 25           | 126    |
| 1º gennaio 1971   | Antonio Caggiano                                                                                  | Argentina          | 101      | 25           | 126    |
| 1º gennaio 1971   | José Garibi y Rivera                                                                              | Messico            | 101      | 25           | 126    |
| 1º gennaio 1971   | Francesco Roberti                                                                                 | Italia             | 101      | 25           | 126    |
| 1º gennaio 1971   | Carlos Carmelo de Vasconcelos Motta                                                               | Brasile            | 101      | 25           | 126    |
| 1º gennaio 1971   | Alfredo Ottaviani                                                                                 | Italia             | 101      | 25           | 126    |
| 1º gennaio 1971   | Federico Callori di Vignale                                                                       | Italia             | 101      | 25           | 126    |
| 20 gennaio 1971   | Morte del cardinale Antonio Bacci                                                                 | Italia             | 101      | 24           | 125    |
| 26 gennaio 1971   | 80º genetliaco del cardinale Charles Journet                                                      | Svizzera           | 100      | 25           | 125    |
| 16 febbraio 1971  | 80º genetliaco del cardinale Pietro Parente                                                       | Italia             | 99       | 26           | 125    |
| 18 febbraio 1971  | Morte del cardinale Jaime de Barros Câmara                                                        | Brasile            | 98       | 26           | 124    |
| 31 marzo 1971     | Morte del cardinale Michael Browne                                                                | Irlanda            | 98       | 25           | 123    |
| 16 maggio 1971    | Morte del cardinale Grégoire-Pierre XV Agagianian                                                 | Georgia            | 97       | 25           | 122    |
| 9 agosto 1971     | 80º genetliaco del cardinale Joseph-Marie-Eugène Martin                                           | Francia            | 96       | 26           | 122    |
| 10 agosto 1971    | Morte del cardinale Federico Callori di Vignale                                                   | Italia             | 96       | 25           | 121    |
| 28 agosto 1971    | 80º genetliaco del cardinale Giacomo Lercaro                                                      | Italia             | 95       | 26           | 121    |
| 7 novembre 1971   | 80º genetliaco del cardinale Luis Concha Córdoba                                                  | Colombia           | 94       | 27           | 121    |
| 7 dicembre 1971   | Morte del cardinale Fernando Quiroga y Palacios                                                   | Spagna             | 93       | 27           | 120    |
| 17 febbraio 1972  | 80º genetliaco del cardinale Josyp Slipyj                                                         | Ucraina            | 92       | 28           | 120    |
| 21 febbraio 1972  | Morte del cardinale Eugène Tisserant                                                              | Francia            | 92       | 27           | 119    |
| 29 marzo 1972     | 80º genetliaco del cardinale József Mindszenty                                                    | Ungheria           | 91       | 28           | 119    |
| 15 aprile 1972    | 80º genetliaco del cardinale Joseph-Charles Lefèbvre                                              | Francia            | 90       | 29           | 119    |
| 15 aprile 1972    | 80º genetliaco del cardinale Cesare Zerba                                                         | Italia             | 89       | 30           | 119    |
| 27 maggio 1972    | Morte del cardinale José Garibi y Rivera                                                          | Messico            | 89       | 29           | 118    |
| 14 agosto 1972    | Morte del cardinale Paolo Giobbe                                                                  | Italia             | 89       | 28           | 117    |
| 27 agosto 1972    | Morte del cardinale Angelo Dell'Acqua                                                             | Italia             | 88       | 28           | 116    |
| 23 settembre 1972 | 80º genetliaco del cardinale Lorenz Jäger                                                         | Germania Ovest     | 87       | 29           | 116    |
| 12 ottobre 1972   | 80º genetliaco del cardinale Antonio María Barbieri                                               | Uruguay            | 86       | 30           | 116    |
| 13 gennaio 1973   | Morte del cardinale Fernando Cento                                                                | Italia             | 86       | 29           | 115    |
| 15 febbraio 1973  | Morte del cardinale Achille Liénart                                                               | Francia            | 86       | 28           | 114    |
| 5 marzo 1973      | Concistoro per la creazione di 30 cardinali elettori e pubblicazione di 1 cardinale “in pectore”: | Città del Vaticano | 117      | 28           | 145    |
| 5 marzo 1973      | Štěpán Trochta                                                                                    | Cecoslovacchia     | 117      | 28           | 145    |
| 5 marzo 1973      | Albino Luciani (futuro papa Giovanni Paolo I)                                                     | Italia             | 117      | 28           | 145    |
| 5 marzo 1973      | António Ribeiro                                                                                   | Portogallo         | 117      | 28           | 145    |
| 5 marzo 1973      | Sergio Pignedoli                                                                                  | Italia             | 117      | 28           | 145    |
| 5 marzo 1973      | James Robert Knox                                                                                 | Australia          | 117      | 28           | 145    |
| 5 marzo 1973      | Luigi Raimondi                                                                                    | Italia             | 117      | 28           | 145    |
| 5 marzo 1973      | Umberto Mozzoni                                                                                   | Argentina          | 117      | 28           | 145    |
| 5 marzo 1973      | Avelar Brandão Vilela                                                                             | Brasile            | 117      | 28           | 145    |
| 5 marzo 1973      | Joseph Marie Anthony Cordeiro                                                                     | Pakistan           | 117      | 28           | 145    |
| 5 marzo 1973      | Aníbal Muñoz Duque                                                                                | Colombia           | 117      | 28           | 145    |
| 5 marzo 1973      | Bolesław Kominek                                                                                  | Polonia            | 117      | 28           | 145    |
| 5 marzo 1973      | Paul-Pierre Philippe                                                                              | Francia            | 117      | 28           | 145    |
| 5 marzo 1973      | Pietro Palazzini                                                                                  | Italia             | 117      | 28           | 145    |
| 5 marzo 1973      | Luis Aponte Martínez                                                                              | Porto Rico         | 117      | 28           | 145    |
| 5 marzo 1973      | Raúl Primatesta                                                                                   | Argentina          | 117      | 28           | 145    |
| 5 marzo 1973      | Salvatore Pappalardo                                                                              | Italia             | 117      | 28           | 145    |
| 5 marzo 1973      | Ferdinando Giuseppe Antonelli                                                                     | Italia             | 117      | 28           | 145    |
| 5 marzo 1973      | Marcelo González Martín                                                                           | Spagna             | 117      | 28           | 145    |
| 5 marzo 1973      | Louis-Jean-Frédéric Guyot                                                                         | Francia            | 117      | 28           | 145    |
| 5 marzo 1973      | Ugo Poletti                                                                                       | Italia             | 117      | 28           | 145    |
| 5 marzo 1973      | Timothy Manning                                                                                   | Stati Uniti        | 117      | 28           | 145    |
| 5 marzo 1973      | Paul Yoshigoro Taguchi                                                                            | Giappone           | 117      | 28           | 145    |
| 5 marzo 1973      | Maurice Michael Otunga                                                                            | Kenya              | 117      | 28           | 145    |
| 5 marzo 1973      | José Salazar López                                                                                | Messico            | 117      | 28           | 145    |
| 5 marzo 1973      | Emile Biayenda                                                                                    | Rep. del Congo     | 117      | 28           | 145    |
| 5 marzo 1973      | Humberto Sousa Medeiros                                                                           | Stati Uniti        | 117      | 28           | 145    |
| 5 marzo 1973      | Paulo Evaristo Arns                                                                               | Brasile            | 117      | 28           | 145    |
| 5 marzo 1973      | James Darcy Freeman                                                                               | Australia          | 117      | 28           | 145    |
| 5 marzo 1973      | Narciso Jubany Arnau                                                                              | Spagna             | 117      | 28           | 145    |
| 5 marzo 1973      | Hermann Volk                                                                                      | Germania Ovest     | 117      | 28           | 145    |
| 5 marzo 1973      | Pio Taofinu'u                                                                                     | Samoa              | 117      | 28           | 145    |
| 8 marzo 1973      | Morte del cardinale Benjamín de Arriba y Castro                                                   | Spagna             | 117      | 27           | 144    |
| 17 marzo 1973     | Morte del cardinale Giuseppe Antonio Ferretto                                                     | Italia             | 116      | 27           | 143    |
| 2 aprile 1973     | Morte del cardinale Joseph-Charles Lefèbvre                                                       | Francia            | 116      | 26           | 142    |
| 7 maggio 1973     | Morte del cardinale Arcadio María Larraona Saralegui                                              | Spagna             | 116      | 25           | 141    |
| 11 luglio 1973    | Morte del cardinale Cesare Zerba                                                                  | Italia             | 116      | 24           | 140    |
| 25 luglio 1973    | 80º genetliaco del cardinale Carlo Confalonieri                                                   | Italia             | 115      | 25           | 140    |
| 3 settembre 1973  | Morte del cardinale Rufino Jiao Santos                                                            | Filippine          | 114      | 25           | 139    |
| 16 settembre 1973 | Morte del cardinale William Theodore Heard                                                        | Regno Unito        | 114      | 24           | 138    |
| 18 novembre 1973  | Morte del cardinale Peter Thomas McKeefry                                                         | Nuova Zelanda      | 113      | 24           | 137    |
| 13 dicembre 1973  | Morte del cardinale Giuseppe Beltrami                                                             | Italia             | 113      | 23           | 136    |
| 17 dicembre 1973  | Morte del cardinale Amleto Giovanni Cicognani                                                     | Italia             | 113      | 22           | 135    |
| 10 marzo 1974     | Morte del cardinale Bolesław Kominek                                                              | Polonia            | 112      | 22           | 134    |
| 1º aprile 1974    | 80º genetliaco del cardinale Pierre-Paul Méouchi                                                  | Libano             | 111      | 23           | 134    |
| 6 aprile 1974     | Morte del cardinale Štěpán Trochta                                                                | Cecoslovacchia     | 110      | 23           | 133    |
| 8 aprile 1974     | Morte del cardinale James Charles McGuigan                                                        | Canada             | 109      | 23           | 132    |
| 20 maggio 1974    | Morte del cardinale Jean Daniélou                                                                 | Francia            | 108      | 23           | 131    |
| 1º agosto 1974    | Morte del cardinale Ildebrando Antoniutti                                                         | Italia             | 107      | 23           | 130    |
| 11 gennaio 1975   | Morte del cardinale Pierre-Paul Méouchi                                                           | Libano             | 107      | 22           | 129    |
| 25 gennaio 1975   | 80º genetliaco del cardinale Paolo Marella                                                        | Italia             | 106      | 23           | 129    |
| 1º aprile 1975    | Morte del cardinale Lorenz Jäger                                                                  | Germania Ovest     | 106      | 22           | 128    |
| 3 aprile 1975     | 80º genetliaco del cardinale Luigi Traglia                                                        | Italia             | 105      | 23           | 128    |
| 15 aprile 1975    | Morte del cardinale Charles Journet                                                               | Svizzera           | 105      | 22           | 127    |
| 6 maggio 1975     | Morte del cardinale József Mindszenty                                                             | Ungheria           | 105      | 21           | 126    |
| 13 giugno 1975    | Morte del cardinale Arturo Tabera Araoz                                                           | Spagna             | 104      | 21           | 125    |
| 24 giugno 1975    | Morte del cardinale Luigi Raimondi                                                                | Italia             | 103      | 21           | 124    |
| 18 settembre 1975 | Morte del cardinale Luis Concha Córdoba                                                           | Colombia           | 103      | 20           | 123    |
| 27 settembre 1975 | Morte del cardinale Maurice Feltin                                                                | Francia            | 103      | 19           | 122    |
| 1º novembre 1975  | Morte del cardinale Jérôme Louis Rakotomalala                                                     | Madagascar         | 102      | 19           | 121    |
| 7 novembre 1975   | Morte del cardinale John Carmel Heenan                                                            | Regno Unito        | 101      | 19           | 120    |
| 19 dicembre 1975  | 80º genetliaco del cardinale Miguel Darío Miranda y Gómez                                         | Messico            | 100      | 20           | 120    |
| 21 gennaio 1976   | Morte del cardinale Joseph-Marie-Eugène Martin                                                    | Francia            | 100      | 19           | 119    |
| 22 gennaio 1976   | 80º genetliaco del cardinale Norman Thomas Gilroy                                                 | Australia          | 99       | 20           | 119    |
| 26 marzo 1976     | Morte del cardinale Efrem Forni                                                                   | Italia             | 99       | 19           | 118    |
| 2 aprile 1976     | Morte del cardinale Carlo Grano                                                                   | Italia             | 99       | 18           | 117    |
| 24 maggio 1976    | Concistoro per la creazione di 20 cardinali e di 1 cardinale “in pectore”:                        | Città del Vaticano | 119      | 18           | 137    |
| 24 maggio 1976    | Octavio Antonio Beras Rojas                                                                       | Rep. Dominicana    | 119      | 18           | 137    |
| 24 maggio 1976    | Opilio Rossi                                                                                      | Italia             | 119      | 18           | 137    |
| 24 maggio 1976    | Giuseppe Maria Sensi                                                                              | Italia             | 119      | 18           | 137    |
| 24 maggio 1976    | Juan Carlos Aramburu                                                                              | Argentina          | 119      | 18           | 137    |
| 24 maggio 1976    | Corrado Bafile                                                                                    | Italia             | 119      | 18           | 137    |
| 24 maggio 1976    | Hyacinthe Thiandoum                                                                               | Senegal            | 119      | 18           | 137    |
| 24 maggio 1976    | Emmanuel Kiwanuka Nsubuga                                                                         | Uganda             | 119      | 18           | 137    |
| 24 maggio 1976    | Joseph Schröffer                                                                                  | Germania Ovest     | 119      | 18           | 137    |
| 24 maggio 1976    | Lawrence Trevor Picachy                                                                           | India              | 119      | 18           | 137    |
| 24 maggio 1976    | Jaime Lachica Sin                                                                                 | Filippine          | 119      | 18           | 137    |
| 24 maggio 1976    | William Wakefield Baum                                                                            | Stati Uniti        | 119      | 18           | 137    |
| 24 maggio 1976    | Aloísio Leo Arlindo Lorscheider                                                                   | Brasile            | 119      | 18           | 137    |
| 24 maggio 1976    | Reginald John Delargey                                                                            | Nuova Zelanda      | 119      | 18           | 137    |
| 24 maggio 1976    | Eduardo Francisco Pironio                                                                         | Argentina          | 119      | 18           | 137    |
| 24 maggio 1976    | László Lékai                                                                                      | Ungheria           | 119      | 18           | 137    |
| 24 maggio 1976    | Basil Hume                                                                                        | Regno Unito        | 119      | 18           | 137    |
| 24 maggio 1976    | Victor Razafimahatratra                                                                           | Madagascar         | 119      | 18           | 137    |
| 24 maggio 1976    | Dominic Ignatius Ekandem                                                                          | Nigeria            | 119      | 18           | 137    |
| 24 maggio 1976    | Joseph Marie Trịnh Như Khuê                                                                       | Vietnam            | 119      | 18           | 137    |
| 24 maggio 1976    | Bolesław Filipiak                                                                                 | Polonia            | 119      | 18           | 137    |
| 14 luglio 1976    | 80º genetliaco del cardinale Ferdinando Giuseppe Antonelli                                        | Italia             | 118      | 19           | 137    |
| 18 luglio 1976    | 80º genetliaco del cardinale Patrick Aloysius O'Boyle                                             | Stati Uniti        | 117      | 20           | 137    |
| 24 luglio 1976    | Morte del cardinale Julius August Döpfner                                                         | Germania Ovest     | 116      | 20           | 136    |
| 18 ottobre 1976   | Morte del cardinale Giacomo Lercaro                                                               | Italia             | 116      | 19           | 135    |
| 29 novembre 1976  | Morte del cardinale José da Costa Nunes                                                           | Portogallo         | 116      | 18           | 134    |
| 23 marzo 1977     | Morte del cardinale Emile Biayenda                                                                | Rep. del Congo     | 115      | 18           | 133    |
| 17 aprile 1977    | Morte del cardinale William John Conway                                                           | Irlanda            | 114      | 18           | 132    |
| 27 giugno 1977    | Concistoro per la creazione di 4 cardinali e pubblicazione di 1 cardinale “in pectore”:           | Città del Vaticano | 119      | 18           | 137    |
| 27 giugno 1977    | František Tomášek                                                                                 | Cecoslovacchia     | 119      | 18           | 137    |
| 27 giugno 1977    | Giovanni Benelli                                                                                  | Italia             | 119      | 18           | 137    |
| 27 giugno 1977    | Bernardin Gantin                                                                                  | Benin              | 119      | 18           | 137    |
| 27 giugno 1977    | Joseph Ratzinger (futuro papa Benedetto XVI)                                                      | Germania Ovest     | 119      | 18           | 137    |
| 27 giugno 1977    | Mario Luigi Ciappi                                                                                | Italia             | 119      | 18           | 137    |
| 16 luglio 1977    | Morte del cardinale Francesco Roberti                                                             | Italia             | 119      | 17           | 136    |
| 2 agosto 1977     | Morte del cardinale Manuel Gonçalves Cerejeira                                                    | Portogallo         | 119      | 16           | 135    |
| 7 agosto 1977     | Morte del cardinale Dino Staffa                                                                   | Italia             | 118      | 16           | 134    |
| 21 ottobre 1977   | Morte del cardinale Norman Thomas Gilroy                                                          | Australia          | 117      | 16           | 133    |
| 22 novembre 1977  | Morte del cardinale Luigi Traglia                                                                 | Italia             | 117      | 15           | 132    |
| 23 febbraio 1978  | Morte del cardinale Paul Yoshigoro Taguchi                                                        | Giappone           | 117      | 14           | 131    |
| 17 marzo 1978     | Morte del cardinale Giacomo Violardo                                                              | Italia             | 116      | 14           | 130    |
| 18 marzo 1978     | 80º genetliaco del cardinale Lawrence Joseph Shehan                                               | Stati Uniti        | 115      | 15           | 130    |
| 6 agosto 1978     | Morte di papa Paolo VI                                                                            | Città del Vaticano | 115      | 15           | 130    |
| 16 agosto 1978    | Morte del cardinale Paul Yü Pin                                                                   | Cina               | 114      | 15           | 129    |
| 25 agosto 1978    | Apertura conclave                                                                                 | Città del Vaticano | 114      | 15           | 129    |
| 26 agosto 1978    | Elezione papale del cardinale Albino Luciani con il nome di Giovanni Paolo I                      | Città del Vaticano | 113      | 15           | 128    |